# Волков, Сергей Иванович
Сергей Иванович Волков (1803—1879) — генерал от инфантерии, директор Института Корпуса горных инженеров, член Военного совета Российской империи.

## Биография
Сын действительного статского советника Ивана Ильича Волкова, родился 17 (29) апреля 1803 года, происходил из дворян Вышневолоцкого уезда Тверской губернии. Образование получил в Пажеском корпусе, откуда выпущен 14 июня 1826 года прапорщиком во 2-ю лёгкую батарею лейб-гвардии Конно-артиллерийской бригады.

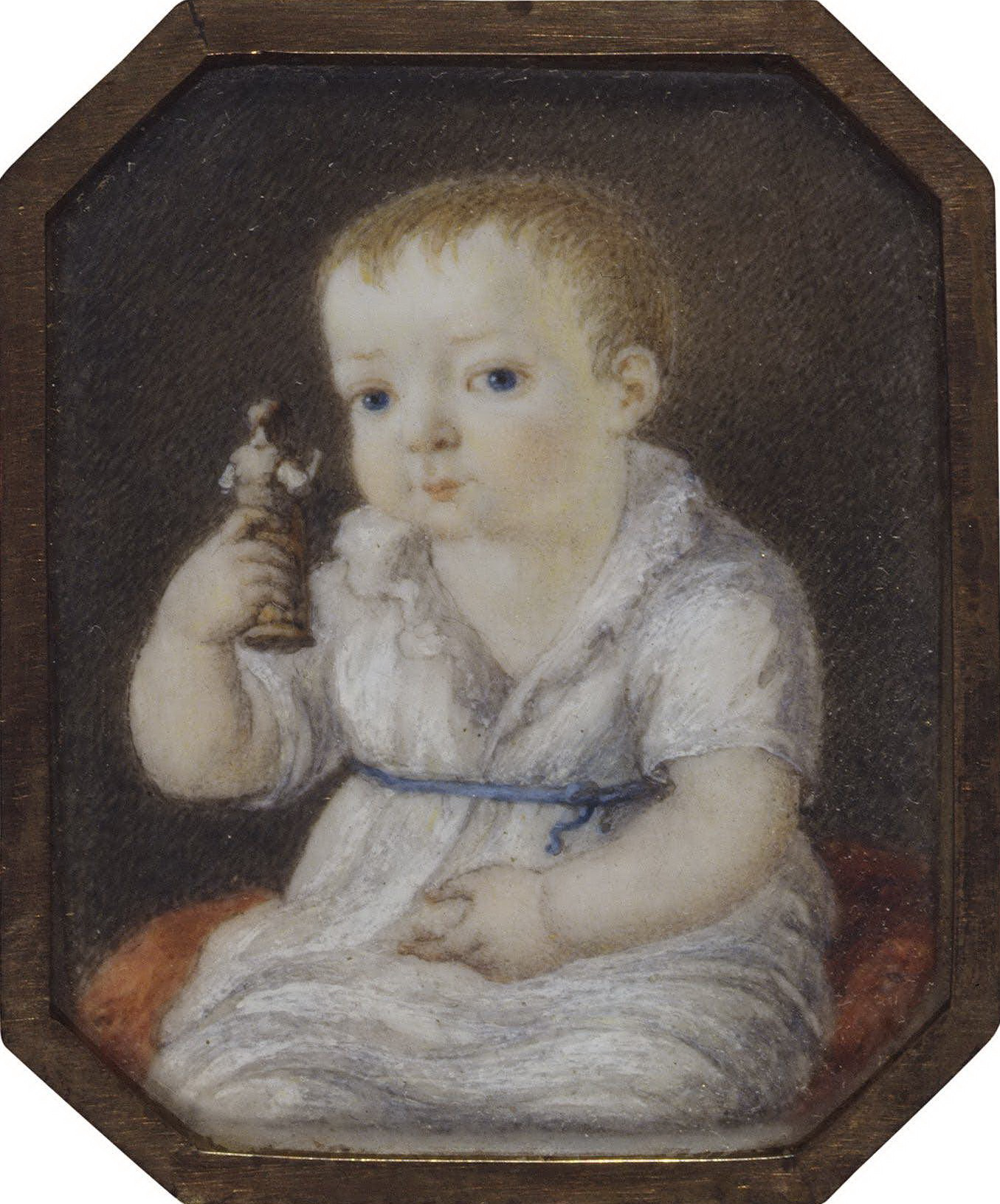
Портрет Сергея Волкова (ок. 1808 г.)

Во время русско-турецкой войны 1828—1829 годов Волков участвовал в осаде крепости Варны и атаке укреплённой неприятельской позиции у мыса Галата Бурну, а затем в марте 1829 года с производством в подпоручики был уволен по домашним обстоятельствам от службы.
Пробыв два года в отставке Волков снова поступил на службу и состоял сначала для поручений при директоре Департамента разных податей и сборов, а затем в мае 1831 года определён поручиком в Арзамасский конно-егерский полк, с назначением адъютантом к начальнику Главного штаба резервной армии генералу Довре, с которым участвовал в кампании против польских мятежников.
По окончании кампании он был за отличие переведён в лейб-гвардии Конно-егерский полк и прикомандирован к Генеральному штабу. 22 апреля 1834 года с производством в штабс-капитаны назначен дивизионным квартирмейстером в 1-ю лёгкую кавалерийскую дивизию.
В июне 1837 года произведён в капитаны, а в марте 1842 года назначен исправляющим должность обер-квартирмейстера всей пехоты Отдельного Гвардейского корпуса и 19 апреля с производством в полковники утверждён в этой должности. В 1844 году был переименован в обер-квартирмейстеры штаба Его Императорского Высочества главнокомандующего Гвардейским и Гренадерским корпусами.
3 марта 1849 года переведён исправляющим должность директора Института Корпуса горных инженеров, 6 декабря произведён в генерал-майоры с утверждением в должности, которую занимал на протяжении более пятнадцати лет.
Помимо исполнения своих прямых обязанностей Волков с 1854 года состоял членом сначала по хозяйственной, а затем и по учебной части местного совета при Патриотическом институте и Санкт-Петербургском Елисаветинском училище. При увольнении в 1861 году с этих должностей императрица Мария Александровна наградила его Высочайшим именным рескриптом и украшенную бриллиантами золотую табакерку с вензелем Её Величества.
30 августа 1863 года Волков был произведён в генерал-лейтенанты, 25 сентября 1865 года назначен членом Военного совета и инспектором военно-учебных заведений с зачислением по Генеральному штабу, а в декабре того же года избран президентом Императорского вольно-экономического общества. Занимая эти последние должности, Волков инспектировал многие столичные учебные заведения, а также военные училища и гимназии Сибири, Оренбурга, Казани и многие другие.
При исполнившемся пятидесятилетии службы в офицерских чинах, 30 августа 1876 года получил чин генерала от инфантерии.
Скончался 1 (13) июля 1879 года в селе Берёзки Вышневолоцкого уезда, где и был похоронен.

## Награды
Среди прочих наград Волков имел ордена:
- Орден Святого Станислава 1-й степени (1852 год)
- Орден Святой Анны 1-й степени (1854 год, императорская корона к этому ордену пожалована в 1857 году)
- Орден Святого Георгия 4-й степени (26 ноября 1855 года, за беспорочную выслугу 25 лет в офицерских чинах, № 9641 по кавалерскому списку Григоровича — Степанова)
- Орден Святого Владимира 2-й степени (1859 год)
- Орден Белого орла (1863 год)
- Орден Святого Александра Невского (28 марта 1871 года)

## Семья
Волков с 21 апреля 1847 года был женат на дочери генерал-майора Н. Л. Манзея и сестре генерал-адъютанта К. Н. Манзея Елене Николаевне (1823—1888), у них было два сына и две дочери. Один их из сыновей, Михаил (1850—1900), был егермейстером Высочайшего двора.